# Lilltjärnen (Bergs socken, Jämtland)
Lilltjärnen är en sjö i Bergs kommun i Jämtland och ingår i Indalsälvens huvudavrinningsområde.